# 裸柱草
裸柱草（学名：Gymnostachyum sanguinolentum）是爵床科裸柱花属的植物。分布于中国大陆的云南等地，生长于海拔400米的地区，目前尚未由人工引种栽培。